# Witenwasserenreuss
Die Witenwasserenreuss ist ein rund sieben Kilometer langer rechter Nebenfluss der Furkareuss, dem Oberlauf der Reuss, im Schweizer Kanton Uri. Sie durchfliesst das Tal Witenwasseren in der Gemeinde Realp.

## Geographie

### Verlauf
Die Witenwasserenreuss entspringt einem Firn auf etwa 2490 m ü. M. wenig unterhalb des 2888 m ü. M. hohen Hüenderstocks (auch Hüenerstock genannt) und nur wenig östlich des Witenwasserengletschers. Sie fliesst anfangs nach Nordosten der Talsohle entgegen, die sie im Gebiet In den Stegen erreicht. Hier nimmt sie direkt das Wasser vom Pizzo Lucendro (2889 m ü. M.) her auf und wendet sich nach Nordnordwest. Gleich danach mündet von links das Schmelzwasser des Witenwasserengletschers ein.
Am unteren Ende des Tals mündet von rechts der Gatscholabach und danach direkt von links die Muttenreuss ein, ehe der Fluss sich nach Nordnordost wendet und eine kleine Schlucht bildet. Nur wenig später mündet die Witenwasserenreuss bei der Alp Geren von rechts in die hier kleinere Furkareuss.

### Einzugsgebiet
Das 30,62 km² grosse Einzugsgebiet der Witenwasserenreuss liegt im Urseren und wird durch sie über die Furkareuss, die Reuss, die Aare und den Rhein zur Nordsee entwässert.
Es besteht zu 1,6 % aus bestockter Fläche, zu 37,7 % aus Landwirtschaftsfläche, zu 0,3 % aus Siedlungsfläche und zu 60,5 % aus unproduktiven Flächen.
Die Flächenverteilung
Die mittlere Höhe des Einzugsgebietes beträgt 2432,1 m ü. M., die minimale Höhe liegt bei 1591 m ü. M. und die maximale Höhe bei 3060 m ü. M.

### Zuflüsse
- Franzosenkehle (rechts), 0,5 km
- Hinter Cacciolatal(bach) (rechts), 2,0 km
- Vorder Cacciolatal(bach) (rechts), 1,1 km
- Muttenreuss (links), 5,6 km
- Schlurbielbach (rechts), 0,7 km

## Hydrologie
Bei der Mündung der Witenwasserenreuss in die Furkareuss beträgt ihre modellierte mittlere Abflussmenge (MQ) 1,68 m³/s. Ihr Abflussregimetyp ist a-glacio-nival und ihre Abflussvariabilität beträgt 13.